# Virus ADN monocatenario
Un virus ADN monocatenario (abreviado virus ADNmc o virus ssDNA en inglés) es un virus en el que el material genético está compuesto por ADN de cadena sencilla y se replica usando una ADN polimerasa dependiente del ADN, no usando ARN como intermediario durante la replicación. Corresponden al Grupo II de la Clasificación de Baltimore. Se distinguen  de los virus ADN bicatenarios por un ADN infectante monocatenario (de cadena simple), es decir, formado por una sola cadena de nucleótidos, en lugar de la habitual doble hélice. La mayoría de los virus ADN monocatenario se clasifican en el dominio Monodnaviria.
Los virus de este grupo infectan a todos los organismos celulares (animales, plantas, hongos, protistas, bacterias y arqueas), sin embargo son más predominantes en las bacterias y los animales. También incluye virus satélite, virus que dependen de otros virus para su replicación.
Los análisis evolutivos han encontrado que los virus ADN monocatenario tuvieron múltiples orígenes independientes a partir de la fusión de plásmidos con virus ARN monocatenario positivo o evolución a partir de virus ADN bicatenario.

## Multiplicación
La replicación del virus dentro de las células utiliza una ADN polimerasa dependiente del ADN. Se requiere que el ADN de cadena simple se convierta en ADN de cadena doble en las células infectadas.
| Síntesis de proteínas:  | ADNmc → ADNbc → ARNm → proteínas                                                                     |
| Replicación del genoma: | ADNmc → ADNbc → ADNmc                                                                                |
| Enzimas:                | ARN polimerasas del huésped: ADNbc → ARNm, ADN polimerasas del huésped: ADNmc → ADNbc, ADNbc → ADNmc |

La multiplicación del virus comprende las siguientes etapas:

Esquema de la multiplicación de un virus ADNmc.

1. El ADN viral monocatenario se convierte en bicatenario, probablemente usando la maquinaria de reparación del huésped.
2. Transcripción del ARNm temprano por la maquinaria del huésped.
3. Traducción de las proteínas tempranas (reguladoras).
4. Obtención de las copias de ADN monocatenario por el método de "círculo rodante", aunque algunos carecen de este método.
5. Transcripción del ARNm tardío, usualmente mediada por las proteínas reguladoras.
6. Traducción de las proteínas tardías (estructurales).
7. Ensamblado de los viriones a partir de las proteínas estructurales y de las copias de ADN monocatenario.

Estos virus pueden tener un genoma lineal no segmentado (Parvoviridae), circular de un solo componente (Microviridae, Inoviridae, Circoviridae, algunos Geminiviridae), circular de dos componentes (algunos Geminiviridae), o circular multicomponente (más de 3) (Nanoviridae). El tamaño del genoma es bastante pequeño pues comprende 3-6 kb (miles de bases).

## Sentido de la cadena de ADN
Según el tipo de la cadena de ADN monocatenario que incluyan, los virus ADNmc pueden clasificarse de la siguiente forma:
- Virus ADNmc (o virus ssDNA): con cadena de ADN monocatenario sin polaridad o con polaridad mixta.
- Virus ADNmc+ (o virus ssDNA(+)): con cadena de polaridad positiva.
- Virus ADNmc- (o virus ssDNA(-)): con cadena de polaridad negativa.
- Virus ADNmc+- (o virus ssDNA(+/-)): con cadena de polaridad ambisentido.

Una cadena de ADN monocaterio se dice positiva si una versión de ARN de la misma secuencia es traducible en proteínas, mientras que su cadena complementaria se dice negativa. Un genoma que contiene los sentidos positivo y negativo se dice que es ambisentido.
Los virus que entran en esta categoría no están demasiado bien estudiados, pero son interesantes porque algunos afectan a los vertebrados. Tres ejemplos lo constituyen Circoviridae, Anelloviridae y Parvoviridae, que se replican en el núcleo. Un Circovirus, denominado TTV, se incluye dentro de este grupo y se encuentra en casi todos los humanos, infectando asintomáticamente a casi todos los grandes órganos.
Por huéspedes, ejemplos de taxones que infectan animales son las familias; Parvoviridae, Circoviridae, Anelloviridae, Bidnaviridae, Redondoviridae, en arqueas; Pleolipoviridae, Spiraviridae, en bacterias; Microviridae, Finnlakeviridae, Obscuriviridae, en plantas; Nanoviridae, Geminiviridae, Metaxyviridae, en hongos; Genomoviridae, en protistas; Bacilladnaviridae, Naryaviridae,  Nenyaviridae, Vilyaviridae. Otros taxones en cambio infectan huéspedes por cruzado, bacterias y arqueas; el reino Loebvirae. Ejemplos de virus satélite son las familias Alphasatellitidae y Tolecusatellitidae.

## Clasificación taxonómica
La clasificación taxonómica del ICTV y complementada con otros estudios es la siguiente:
- Dominio Monodnaviria
- Dominio Varidnaviria
  - Familia Finnlakeviridae[9]
- Familias de colocación incierta
  - Familia Spiraviridae
  - Familia Obscuriviridae
  - Familia Tolecusatellitidae